# Arrondissement Port-Salut

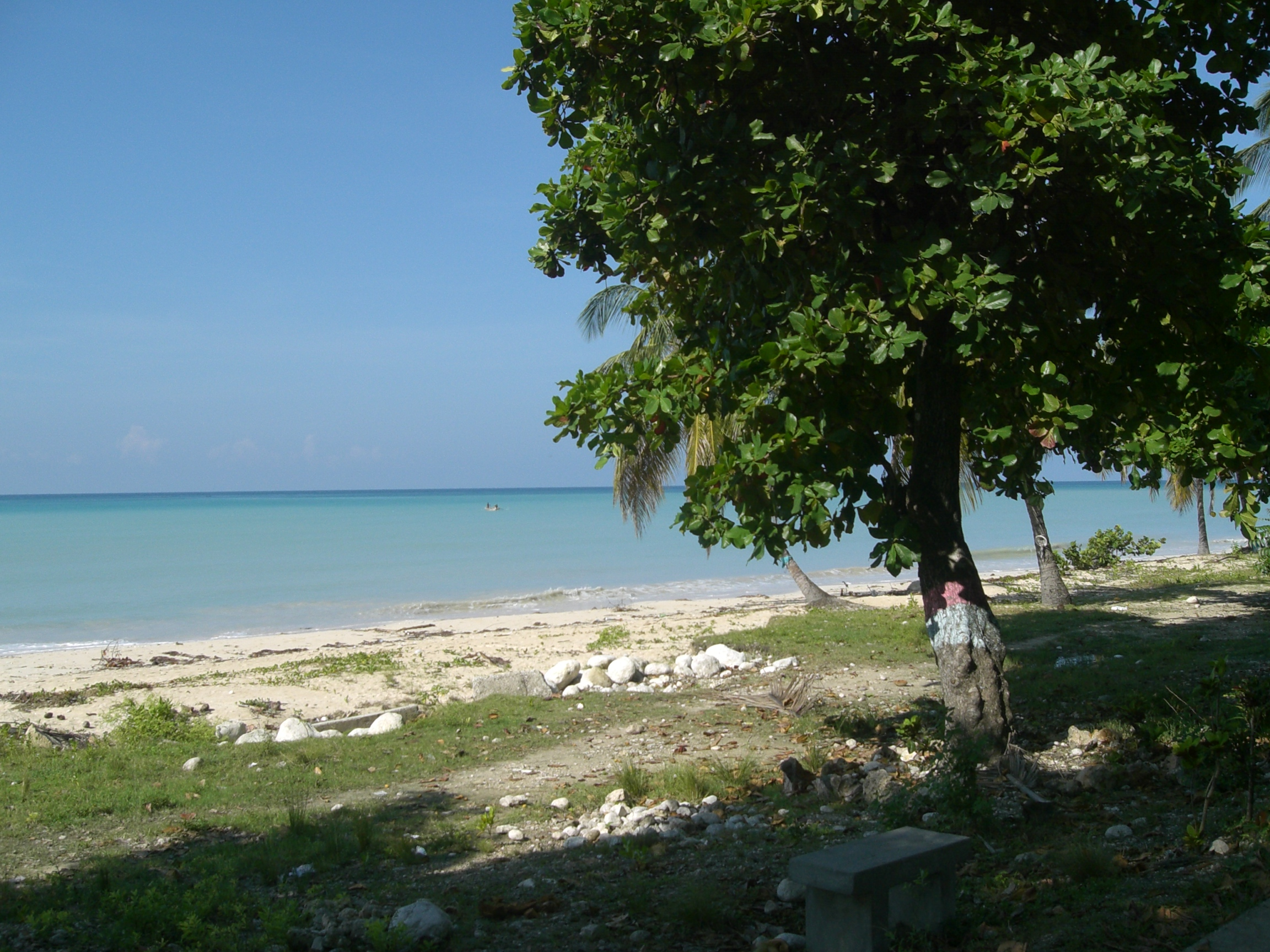
Küste im Arrondissement Port-Salut

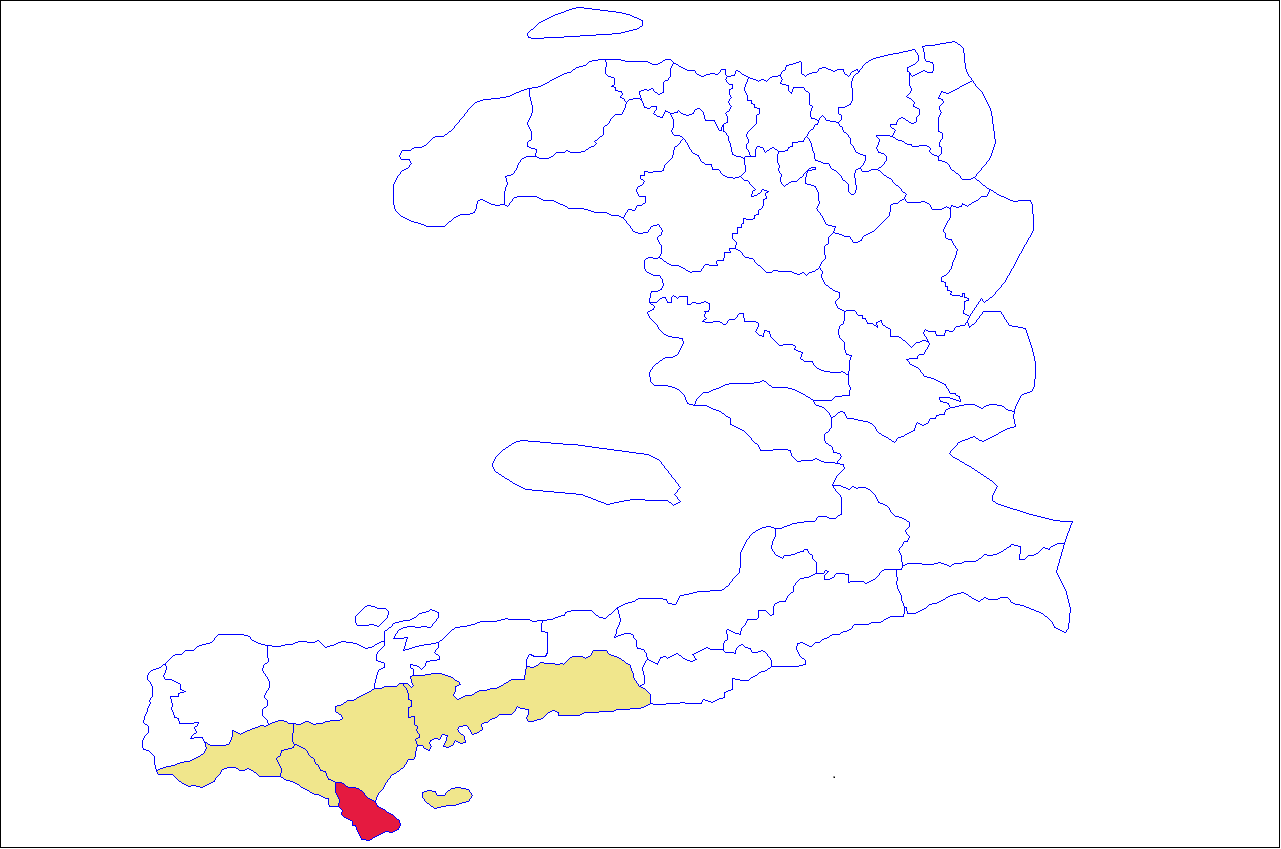
Lage des Arrondissements Port-Salut in Haiti und im Département Sud

Das Arrondissement Port-Salut (haitianisch-kreolisch: Pòsali) ist eine der fünf Verwaltungseinheiten des Départements Sud, Haiti. Hauptort ist die Gemeinde Port-Salut.

## Lage und Beschreibung
Das Arrondissement liegt im Süden des Départements Sud. Es bildet eine Halbinsel mit Küsten zum Karibischen Meer. Bei dem kleinen Ort Martin befindet sich der südlichste Punkt Haitis. 
Benachbart ist im Norden das Arrondissement Les Cayes und im Nordwesten das Arrondissement Côteaux.
In dem Arrondissement gibt es drei Gemeinden:
- Port-Salut (rund 19.000 Einwohner),
- Saint-Jean-du-Sud (rund 25.000 Einwohner) und
- Arniquet (rund 29.000 Einwohner).

Das Arrondissement hat insgesamt rund 74.000 Einwohner (Stand: 2015).
Die Route Départementale 25 (RD-25) verbindet das Arrondissement via Les Cayes mit dem Straßensystem Haitis.